# Star Wars: Bounty Hunter
Star Wars: Bounty Hunter er et videospil udviklet og udgivet af LucasArts  fra 2002 til Nintendo GameCube og Sony PlayStation 2. I spillet spiller man rollen som dusørjægeren Jango Fett, der gør sin første optræden i Episode II: Klonernes angreb. Spillet indeholder 18 missioner, hvor man i hver mission kan søge efter eftersøgte personer, der kan være forskelligt værd død eller levende. Spillet finder sted kort tid efter begivenhederne i Star Wars Episode I: The Phantom Menace men før mødet og etableringen af forholdet med Grev Dooku, som hyrede ham til at myrde den senere senator fra Naboo, Padme Amidala. 
Hovedformålet med Star Wars: Bounty Hunter jagten på den mørke Jedi Komari Vosa. I løbet af spillet, er forklaringen på, hvorfor Jango Fett blev valgt som skabelon for Grand Army of the Republic afsløret, samt hvordan Boba Fett, hans klonede "søn" bliver født. 
I spillet genoptager Temuera Morrison med sin stemme rollen som Jango Fett fra filmen.